# Ђердапско језеро
Ђердапско језеро (рум. Lacului de acumulare Porţile de Fier) вештачко је акумулационо језеро на Дунаву у источној Србији на граници са Румунијом. Настало је 1972. када су Југославија и Румунија изградиле хидроцентралу „Ђердап I”. Језеро лежи у Ђердапској клисури. На обали језера се налази Национални парк Ђердап.
Језеро је дугачко преко 100 km, а на најширем месту широко је 8 km. Највећа дубина достиже 100 метара. Површина језера је 253 km², од чега је 163 km² на српској а 90 km² на румунској страни. По величини је четврто на Балкану и највеће у Србији.

## Настанак
Ђердапско језеро је настало 1972. године када су Румунија и Југославија изградиле хидроцентралу Ђердап 1. Наиме, пројектант Сипског канала Хуго Лутер, је први предложио преграђивање Дунава у Ђердапу. Припремни радови на изградњи ХЕПС почели су 1964. године и завршени су 1972. Први агрегати хидроелектране пуштени су у погон 5. августа 1970. године.

## Ђердапска клисура
Ђердапска клисура је највећа и најдужа клисура у Европи, коју чине наизменично 3 котлине и 4 клисуре: Голубачка клисура, Љупковска котлина, Клисура Госпођин вир, Доњомилановачка котлина, Клисура Казан, Оршавска котлина, Сипска клисура и Влашко-понтијска низија.

## Локација
До Ђердапског језера се лако може доћи из правца Београда, Панчева, Смедерева, Пожаревца, Неготина, Зајечара, као и других градова источне и централне Србије. Поред језера води пут Голубац-Кладово. Железничка пруга Београд—Бор највише се приближава језеру код Мајданпека. На брани хидроелектране Ђердап оформљен је гранични прелаз ка Румунији, где се одвија значајан промет путника.

## Утицај Ђердапског језера на промене у природној средини
На основу података добијених двадесетогодишњим посматрањем елемената природне средине пре и после подизања бране утврђене су промене температуре и дубине воде Дунава, садржаја хемијских једињења, издизања водостаја подземних вода као и многих других параметара који дефинишу хидролошке и климатске карактеристике Ђердапског језера.
Акумулацијом ХЕПС Ђердап 1 воде реке су заустављене и подигнуте до 69,5 м н. в. Брзина воде је смањена на 0,1-0,3 м/с. Облик језера је прилагођен клисури. У сужењима језеро је широко 150-400 м, док се у котлина проширује и до 2250 м. При ниским водостајима дужина језера је 132 km, а површина 135 km², док је при високим водостајима дужина 264 km, а површина 245 km². Укупна запремина воде је око 2800000000 m³.
Водни режим Дунава није много измењен. Највиши водостаји су у мају и јуну, а најнижи у септембру, октобру и новембру. Међутим, средњи годишњи водостаји су повећани, а амплитуде средњих месечних водостаја су смањене.

### Промене температуре воде
Пошто је вода дуже и више изложена утицају сунчевог зрачења због смањене брзине, дошло је до пораста висине средњих годишњих вредности температуре воде. Највеће средње температуре више нису у јулу, него у августу и то због веће количине воде у кориту којој треба више времена да се загреје.
Стварањем акумулације искључена је могућност ледних поплава на сектору између бране и Великог Градишта, режим леда је повољнији у односу на природни режим због отклањања услова за образовање природних ледених брана.

### Утицај на садржај хемијских једињења
Акумулација Ђердап 1 има негативан утицај на садржај азотних и фосфорних једињења, јона гвожђа и мангана, микроелементе и органске материје. Међутим, задржавање ових хемијских једињења има позитиван утицај у акумулацији Ђердап 2.
Побољшање воде у акумулацији се негативно одражава на квалитет муља на дну језера и то је последице седементације материја различитог порекла и састава, услед смањене брзине воде. Акумулацијом је смањен број колиформних клица на профилима ближим брани.

### Подземне воде
Издизањем нивоа воде у реци око ушћа Млаве, у Панчевачком Риту и Годоминском пољу, подземне воде су издигнуте до 70 цм, док су амплитуде снижене и до 180 цм. Такође, постоји опасност од сталног повећања салинитета земљишта.

### Климатске промене
Акумулацијом долази до снижавања средњих годишњих температура ваздуха. Релативна влажност ваздуха се повећава за 1-3% и јавља се у априлу, мају, јулу, августу и септембру, а у Текији и у октобру. Што се тиче облачности нема великих промена, док је количина падавина повећана. Снежни покривач је смањен, а брзина ветра је јача, због чега је повећана и висина таласа и то и до 1,5 м.

## Туризам
Ђердапско језеро располаже изузетним природним богатством и задивљујућим пределима, као и многим културно-историјским споменицима. Најинтересантнији део Ђердапског језера је Ђердапска клисура, чији се пејзаж на кратком растојању мења. У Голубачкој клисури доминира средњовековна тврђава Голубачки Град, која означава почетак Националног парка Ђердап. У Љупковској котлини језеро је дугачко 10 km, а широко 1,3 km. Неколико остатака римских утврђења и насеље Добра привлаче пажњу туриста. Клисура Лепенски Вир позната је по највећој дубини Ђердапског језера (92 m), али и по Лепенском Виру и резервату Бољетинска река-Гребен. Доњомилановачко део језера је широк 2,4 km, а дугачак 15 km. Клисуре Велики и Мали казан познате су по Трајановој табли и регионалном парку Велики и Мали Штрбац. Оршавска котлина је најраспрострањенији део Ђердапског језера. Сипска клисура је средиште омладинског туризма на Ђердапском језеру.
За интензивнији развој туризма на Ђердапском језеру, поред побољшања чистоће воде и развоја воденог путничког и туристичког саобраћаја, потребно је боље и више валоризовати огромно богатство историјски значајних места и објеката, као и археолошких локалитета. То је основа за богат садржај боравка и комплекснију туристичку понуду.

## Историја
На простору које је покрило језеро налазе се бројни археолошки остаци живота на овим просторима из праисторијског периода. Евидентирано је око 40 археолошких налазишта и културних добра на овом локалитету:
- Ливадице, (античко утврђење)
- Брњица, (римски преградни каструм)
- Цезава, (римски каструм)
- Цезава, (средњовековна некропола)
- Салдум, (римско и рановизантијско утврђење)
- Зидинац, (касноантички спекулум)
- Козица, (праисторијска насеља)
- Босман, (рановизантијско утврђење)
- Госпођин Вир, (античко и средњовековно налазиште)
- Манастир – Госпођин Вир, (праисторијско, античко и средњовековно налазиште)
- Падина, (насеље мезолита и старијег неолита)
- Песаца, (праисторијско насеље, античко утврђење и средњовековна некропола)
- Стубица, (насеље старијег неолита)
- Велике Ливадице, (праисторијско, античко и средњовековно насеље)
- Мале Ливадице, (насеље старијег гвозденог доба и античка осматрачница)
- Клисура, (насеље бронзаног доба)
- Лепенски Вир, (римска кула)
- Лепенски Вир, (праисторијска поткапина)
- Катаринине ливаде, (насеље бронзаног доба)
- Бољетин, (римски и рановизантијски логор)
- Бољетин, (средњовековно насеље и некропола)
- Власац, (мезолитско насеље)
- Равна, (римско и рановизантијско утврђење)
- Равна, (средњовековно насеље и некропола)
- Рибница, (праисторијско и античко налазиште, средњовековно насеље и некропола)
- Доњи Милановац – Велики Градац, (римско и рановизантијско утврђење)
- Мрфаја, (комплекс праисторијских налазишта на потезу Поречке реке)
- Поречка Река, (сабирни центар за снабдевање римских трупа у Ђердапу)
- Поречка Река, (средњовековно насеље и некропола)
- Мало и Велико Голубиње, (праисторијско, римсковизантијско налазиште)
- Пећка Бара, (праисторијско, античко и средњовековно налазиште)
- Хајдучка Воденица, (праисторијска некропола)
- Хајдучка Воденица, (праисторијско насеље)
- Хајдучка Воденица, (касноантичко и рановизантијско утврђење)
- Хајдучка Воденица, (средњовековно насеље и некропола)
- Бараце код Трајанове Табле, (праисторијско и античко насеље)
- Текија, (римско утврђење – Трансдиерна)
- Сип, (касноантичко утврђење)
- Косовица, (римски мост)
- Римски Пут кроз Ђердапску клисуру

## Галерија
- Тврђава Голубац
- Стари Михајловац код Неготина
- Нови Михајловац код Неготина
- Сигнална станица, тридесете године 20. века